# 姑獲鳥の夏
『姑獲鳥の夏』（うぶめのなつ）は、京極夏彦の長編推理小説。「百鬼夜行シリーズ」の第一弾。
京極夏彦が本作を講談社に持ち込みをしたことでメフィスト賞創設のきっかけとなったデビュー作品。
2005年に実相寺昭雄によって映画化された。

## 書誌情報
- 新書判：1994年9月、講談社ノベルス、ISBN 4-06-181798-1
- 文庫判：1998年9月、講談社文庫、ISBN 4-06-263887-8
- 四六判（愛蔵版）：2003年8月、講談社、ISBN 4-06-211827-0
- 分冊文庫判：2005年4月、講談社文庫、（上） ISBN 4-06-275045-7、（下） ISBN 4-06-275046-5
  - 2009年8月刊行の分冊文庫版は小畑健が表紙イラストを書き下ろしている。
- オーディオブック：2006年10月、講談社、全7分割、朗読：立川談春

## あらすじ
梅雨も明けようという夏のある日、関口巽は、古くからの友人である中禅寺秋彦の家を訪ねるべく眩暈坂を登っていた。関口は最近耳にした久遠寺家にまつわる奇怪な噂について、京極堂ならば或いは真相を解き明かすことができるのではないかと考えていた。関口は「二十箇月もの間子供を身籠っていることができると思うか」と切り出す。京極堂は驚く様子もなく、「この世には不思議なことなど何もないのだよ」と返す。
久遠寺梗子の夫で、関口らの知り合いである牧朗の失踪、連続して発生した嬰児死亡、代々伝わる「憑物筋の呪い」など、久遠寺家にまつわる数々の事件について、人の記憶を視ることができる超能力探偵・榎木津礼二郎や京極堂の妹である編集記者・中禅寺敦子、東京警視庁の刑事・木場修太郎らを巻き込みながら、事態は展開していく。さらにこの事件は、関口自身の過去とも深く関係していた。
牧朗の行方、妊婦の謎、久遠寺家の闇……すべての「憑き物」を落とすため、「拝み屋」京極堂が発つ。

## 登場人物
中禅寺 秋彦（ちゅうぜんじあきひこ）
安倍晴明の流れを汲む陰陽師にして拝み屋であり、古本屋を営む。屋号である「京極堂（きょうごくどう）」があだ名となっている。非常に博学な人物である。
関口 巽（せきぐち たつみ）
小説家。鬱病を患う。敦子から久遠寺産科医院の噂を聞き、取材のために久遠寺産科医院を訪れる。
榎木津 礼二郎（えのきづ れいじろう）
「薔薇十字探偵社」の破天荒な私立探偵。中禅寺と関口の旧制高等学校の一期先輩で牧朗とは同期。特殊な能力を持っている。
中禅寺 敦子（ちゅうぜんじ あつこ）
中禅寺秋彦の妹で、雑誌社の社員。関口巽に久遠寺産科医院の噂を聞かせる。
木場 修太郎（きば しゅうたろう）
刑事。戦時中の関口の部下であり、榎木津の幼馴染。屈強な風貌から「旦那」と呼ばれている。

### 久遠寺産科医院・久遠寺家
久遠寺 涼子（くおんじ りょうこ）
久遠寺家の長女。梗子とは年子の姉妹。肌は青白いが京雛のような美しい顔立ちで、とても28歳には見えない、10代と言っても通る少女のようなあどけなさを残している。
生まれつき病弱で、喘息に加えて心臓、肌、自律神経に疾患を抱える虚弱体質であり、子供は産めないと言われている。持病のために学校にはまともに通えず、本来は中世の古典文学を学びたいと思っていたが果たせなかった。父からは女医になることを望まれたものの医学には向かず、薬学の勉強をしたこともあったが修めることはできなかった。
牧朗の失踪の真相解明を薔薇十字探偵社に依頼した。榎木津によれば、過去に関口と出会っているというが、お互いにその記憶を思い出せていない。
『絡新婦の理』で、榎木津を紹介したのが大河内康治であること、少しの間、薬学の学校に通っていたことがあり、織作茜とは同窓であることが中禅寺の口から語られる。
久遠寺 梗子（くおんじ きょうこ）
久遠寺家の次女で、牧朗の妻。昭和25年6月5日に入籍。牧朗の失踪後、20か月以上妊娠状態が続いている。
顔立ちは姉同様に整っており、病弱な姉とは対照的に明るく、人気もあり、いつも溌剌としていた。だが、20箇月の妊娠によって極度に衰弱して哀れな程に窶れており、眼窩は落ち窪んで、肌は乾き、唇にも色がない。姉以外が部屋に入ると酷く怯え、両親に反発して治療を受けようとしないため、衰弱が進んでいる。
昭和15年9月16日に関口から牧朗の恋文を受け取った筈だが、記憶にないと語る。
久遠寺 嘉親（くおんじ よしちか）
涼子・梗子の父親で、院長。元は外科医。ドイツで医学を学んだ経験がある。大きくて肉の厚そうな赤ら顔、眼は肉に埋もれ、禿げ上がった広い額に鬢に白髪が残る。
迷信の大嫌いな合理主義者。まじないや霊魂を信じておらず、物理的にあり得ないことは起こらないと断言する。牧朗の求婚を断ってきたが、ドイツに留学した牧朗と梗子の結婚を認める。
久遠寺 菊乃（くおんじ きくの）
涼子・梗子の母親で、事務長。歌舞伎などに登場する武家の妻女を連想させる、毅然とした姿勢の良い婦人で、今は衰えて幾分精彩を欠いているが、若い頃は美人だったと思わせる容姿をしている。
久遠寺家を逆恨みした牧朗が嫌がらせのために婿入りしたと考えており、失踪後の今もどこかに潜んで梗子を呪っていると思っている。
久遠寺 牧朗（くおんじ まきお）
梗子の夫で、婿養子。旧姓は藤野（ふじの）。臆病でもの静かな男。関口や中禅寺の学生時代の先輩で、当時からのあだ名は藤牧（ふじまき）。実家は山梨の素封家だったが、幼くして父を亡くし、昭和8年の暮れ、11歳の時に慕っていた母も亡くした。
昭和14年の夏、鬼子母神の縁日で久遠寺の娘を見初め、翌年9月に中禅寺の薦めで恋文を書き、関口に届けるよう頼んだことがあり、以降12月まで頻繁に逢引きを繰り返していた。その後、昭和16年2月頃に求婚に赴いた際に嘉親から結婚の条件として欧羅巴への留学か大学の主席卒業を出されたため、太平洋戦争の始まる半年前の4月に独逸に渡るが、開戦直後の昭和17年初めに帰国して帝大医学部に入学、3年後には徴兵されたものの幸運にも大陸の戦線に送られる直前に終戦を迎え、奇跡的に復員して復学し医師の免許を取得。素封家の実家から相続した山を売って得た500万円を持参金として梗子と結婚した。
1年半程前の昭和26年1月9日未明に夫婦の住まいから忽然と姿を消してしまった。

### 使用人・看護婦・関係者
菅野 博行（すがの ひろゆき）
久遠寺医院で小児科を担当していた医師。嘉親がドイツ留学時代に世話になった先輩の同窓で、昭和7年頃から常勤になった。涼子によれば、戦渦に巻き込まれて死んだというが、実際は昭和16年の春に失踪して消息不明になっていた。「開かずの間」の鍵を所有していたらしい。
内藤 赳雄（ないとう たけお）
住み込みの医師見習い。浅黒い精悍な顔つきの、背の高い男だが、卑屈で陰険な性格。医師国家試験に3度落第していて、情緒不安定になっている。久遠寺夫人から目をかけられていたが、それ以外の人間からはあまりいい評価をもらっていない。久遠寺の主筋に当たる大名家の遠縁の血筋とされているが、幼い頃に父母を亡くして恵まれない少年時代を過ごしたという。
澤田 時蔵（さわだ ときぞう）
久遠寺家の元住み込みの使用人。真っ白い蓬髪と奥まった眼窩を持つ、鶴のように痩せこけた老人。60歳。お遍路中（四国八十八箇所めぐり）の妊婦だった祖母が行き倒れていたときに、久遠寺家に世話になり、その恩から久遠寺家に代々仕えていた。子供は戦死している。
牧朗の失踪後、昭和26年の春まで使用人をしていたが、何かに怯えるようにして使用人を辞め、昭和26年3月に久遠寺家を辞めた後は板橋で乾物屋「梅田商店」を営む遠縁の梅本常子の元に身を寄せる。
澤田 富子（さわだ とみこ）
元使用人で、時蔵の妻。牧朗の失踪後、梅本常子の元に身を寄せる。
戸田 澄江（とだ すみえ）
久遠寺医院に勤めていた元看護婦。涼子とは親しく、病気がちな彼女の看病をすることも多かった。原澤の子の出産に立ち会ったが、赤児失踪事件後は他の同僚と同じく故郷の富山に帰された。田舎暮らしが合わずに東京に戻って来たが、昭和27年の春より前に自宅アパートで変死していた。
原澤 伍一（はらざわ ごいち）・原澤 小春（はらざわ こはる）
赤ん坊が消えた三組の夫婦の一組。上宿の外れの細民窟にある長屋「羽生」に住む。伍一は左官で35歳。インパール作戦でビルマに送られて足と指を損傷し、復員後は家族の大半を失っていたが、生きていた女房のために不自由な身体を引きずって必死で働いていた。我が子の失踪を訴えていたが、突然、その訴えを取り下げる。

### 警察関係者
里村 紘市（さとむら こういち）
監察医。三度の飯より解剖が大好きな変人だが、腕は確か。
青木 文蔵（あおき ぶんぞう）
東京警視庁捜査一課の刑事。木場の部下。
木下 圀治（きのした くにはる）
木場の部下で青木の同僚の刑事。

## 用語
久遠寺医院（くおんじいいん）
豊島の雑司ヶ谷で明治時代から開業している老舗の産婦人科医院。境内の鬼子母神が有名な法明寺の東側にある。
緊乎りとした古い石造りの建造物で、正面玄関から続く明治時代に建てられた旧館、及び大正時代に建てられた東側の別館と新館は、それぞれ直列に回廊で結ばれ、旧館奥の住居部分は西側に離れのように繋がっている。庭を挟んだ先にある牧朗と梗子の住居は、旧館の次に開設された、かつての小児科病棟を流用したもの。新館や別館が建つ前にあった大きな庭では薬草が栽培されたが、勝手な製薬が法で禁止された後は徐々に潰され、今では残った中庭にダチュラが植えられている程度。江戸時代から昭和にかけて揃えられた膨大な蔵書は、元元住居部分の書庫に納められていたが、戦争が激しくなった頃に防空壕へ全部移されたお蔭で中身が残り、住居部分に収納する部屋がなくなったことで、旧小児科病棟の処置室を改装した書斎に置かれている。
昭和初期までは内科や外科、小児科もあって繁盛していたのだが、日中戦争の辺りから景気が悪くなる。さらにアメリカ軍の空襲で3棟あった施設のうち2棟を焼失して、牧朗の持参金を使い応急で修繕したが、別館は廃墟と化し、新館も西半分が壊滅的に破壊され、外の煉瓦塀にも破壊の跡が残る。これらのことから、現在では元々の産婦人科のみの診療をしている。
久遠寺家（くおんじけ）
久遠寺医院を経営する一族。代代女系の一族であり、何代も前から婿養子を迎えている。出身は四国の讃岐で、難産で苦しんでいた藩主の世継ぎを無事に取り上げた功績により、享保3年に御殿医として召し抱えられたという由緒ある家系。御一新後の明治3年に上京して久遠寺医院を開業した。故郷では式王子や護法童子、不動明王の眷属の童子達といった〈童子の神様〉を使役し祈禱をする陰陽道〈久遠寺流〉の大夫の家系としても栄えており、まじないの他にも生薬の類を作ることに長けていた。
一方で、大昔、村外れに住み着いた旅の六部の神通力に嫉妬し蟇蛙の毒を飲ませて謀殺、秘伝の巻物を奪って大層栄えたが、苦しんで死んだ六部に末代まで呪いをかけられ、生まれる男の赤ん坊は短命で必ず蛙の顔になった、という〈六部殺し〉の昔話が伝わっており、その為に久遠寺の一族は皆女で、村人は誰も久遠寺の娘を嫁に貰わなかったとされる。また、〈オショボ憑き〉の筋として忌み嫌われて村八分の扱いを受けており、つき合うものも少なく、婚姻もしないので親戚もいなかったという。
雑司ヶ谷嬰児連続失踪事件
昭和25年の7月・9月・11月と立て続けに3件、久遠寺医院で産まれたはずの赤ん坊がいなくなったと訴えがあった事件。訴え出た3組の夫婦はお互いまったく知らぬ仲だったことから、偶発的に起きたものでも嫌がらせの類でもないと考えられていた。しかし、出産に立ち会った4人の看護婦だけがことごとく病院を辞めていて、しかもその後の行方が分からなかったなど不審な点も多かったのだが、3件とも同時に訴えを取り下げられたため、警察は捜査できなかったという経緯がある。

## 映画
2005年7月16日公開。配給は日本ヘラルド映画。監督は実相寺昭雄、主演は堤真一。
原作者の京極夏彦は俳優として出演しているほか、追加のセリフを執筆するなど製作にも参加している。京極は傷痍軍人としての水木しげる役での出演であったが、監督の実相寺は本作品のロケ中に偶然にも水木本人と出会っており、実相寺は京極が取り持った不思議な縁であったと述べている。

### キャスト
- 中禅寺秋彦（京極堂） - 堤真一
- 関口巽 - 永瀬正敏
- 榎木津礼二郎 - 阿部寛
- 木場修太郎 - 宮迫博之（当時雨上がり決死隊）
- 久遠寺涼子 / 梗子（二役） - 原田知世
- 中禅寺敦子 - 田中麗奈
- 内藤赳夫 - 松尾スズキ
- 久遠寺牧朗 - 恵俊彰
- 原澤伍一 - 寺島進
- 青木文蔵 - 堀部圭亮
- 戸田澄江 - 三輪ひとみ
- 澤田富子 - 原知佐子
- 安和寅吉（和寅） - 荒川良々
- 菅野博行 - 堀内正美
- 里村紘一 - 阿部能丸
- 鳥口守彦 - マギー
- お潤 - 鈴木砂羽
- 修験者 - 諏訪太朗
- 依頼人 - 坂本あきら
- 姑獲鳥 - 小川はるみ
- 紙芝居屋 - 三谷昇
- 水木しげる（傷痍軍人） - 京極夏彦
- 中禅寺千鶴子 - 清水美砂
- 関口雪絵 - 篠原涼子
- 久遠寺嘉親 - すまけい
- 久遠寺菊乃 - いしだあゆみ

### スタッフ
- 監督 - 実相寺昭雄
- 原作 - 京極夏彦『姑獲鳥の夏』（講談社刊）
- 脚本 - 猪爪慎一
- 製作 - 荒井善清、森隆一
- 企画 - 遠谷信幸
- プロデューサー - 小椋悟、神田裕司
- 共同プロデューサー - 辻畑秀生、柴田一成、小穴勝幸、横山真二郎、峰岸美加、小俣明徳
- 脚本協力 - 阿部能丸
- 音楽 - 池辺晋一郎
- 撮影 - 中堀正夫
- 編集 - 矢船陽介
- 美術 - 池谷仙克
- 録音 - 藤丸和徳
- 照明 - 牛場賢二
- 整音 - 瀬川徹夫
- 監督補 - 服部光則
- 助監督 - 勝賀瀬重徳、安原正恭、岡秀樹、張元香織
- スクリプター - 國米美子
- ラインプロデューサー - 古澤敏文
- 制作担当 - 安斎みき子
- 音響効果 - 倉橋静男
- 特殊造型 - 原口智生
- マットペイント - 古賀信明（SpFX studio)
- 操演 - 岸浦秀一（ローカスト）
- メインタイトル - 京極夏彦
- 世話人 - 明石散人
- 陰陽道指導 - 高橋圭也
- 古書監修 - 柴田章延
- タイトル - マリンポスト
- 現像 - IMAGICA
- スタジオ - 日活撮影所、東宝ビルト
- 宣伝協力 - ファントム・フィルム
- 企画・製作プロダクション - 小椋事務所
- 製作 - 「姑獲鳥の夏」製作委員会（ジェネオンエンタテインメント、電通、日本ヘラルド映画、東急レクリエーション、小椋事務所）
- 配給 - 日本ヘラルド映画

### 関連商品

#### DVD
すべてジェネオンエンタテインメントより発売。
- 姑獲鳥の夏 プレミアム・エディション。2005年11月25日発売。
- 姑獲鳥の夏 京極堂BOX。2005年12月22日発売。
- 姑獲鳥の夏 『魍魎の匣』公開記念版。2007年12月7日発売。

#### CD
オリジナル・サウンドトラック『姑獲鳥の夏』：池辺晋一郎、ジェネオンエンタテインメント、2005年6月27日発売。
1. 成熟へのプロセス
2. 幻覚〜オンド・マルトノによるmusic effect
3. 奇妙な子守唄
4. 錯乱〜プリペアード・ピアノによるmusic effect
5. 羊水のように
6. かげろう、揺れる
7. 眩暈〜アナラポスによるmusic effect
8. 分裂する刺客
9. 妄執〜パーカッションによるmusic effect
10. 真空のこだま
11. 第三の人格〜ストリングスとパーカッションによるmusic effect
12. 引き金〜ストリングスと20絃箏によるmusic effect
13. あがらない遮断機
14. 風と、ためいきと…

#### 書籍
- 姑獲鳥の夏 Perfect Mook （別冊宝島）：宝島社、2007年7月7日発売。ISBN 978-4796647311
- 映画『姑獲鳥の夏』OFFICIAL BOOK （講談社 MOOK）、講談社、2005年7月13日発売。ISBN 978-4061795778
- 妖怪映画夏の陣-京極夏彦『姑獲鳥の夏』VS『妖怪大戦争』 （洋泉社MOOK）、2005年7月発売。ISBN 978-4896919387

## 漫画
志水アキにより漫画化され、前作『狂骨の夢』に引き続き「コミック怪」で連載された。

### 書誌情報
角川書店、怪COMICより発売。
1. 2013年7月24日発行 ISBN 978-4-04-120766-6
2. 2014年1月24日発行 ISBN 978-4-04-120975-2
3. 2014年10月24日発行 ISBN 978-4-04-102240-5
4. 2015年1月24日発行 ISBN 978-4-04-102241-2